# Carrel Benevides
Carrel Ypiranga Benevides (Manaus, 25 de setembro de 1944) é um advogado e político brasileiro que foi deputado federal pelo Amazonas. É formado na PUC do Paraná. Advogado sindicalista e vereador de 1977 a 1987 em Manaus. Foi vice-presidente da Câmara Municipal de 1979 e 1980 e presidente em 1985 e 1986. Foi presidente do MDB e do PMDB de Manaus de 1979 a 1983.

## Biografia
Filho de Aron Ypiranga Benevides e de Jayra Benevides. Residiu em Curitiba por dez anos (1985 a 1975) onde se formou em Direito na Pontifícia Universidade Católica do Paraná. De volta ao Amazonas foi advogado de vários sindicatos nas áreas trabalhistas e criminais e em 1976 foi candidato a vereador de Manaus. Em 1977 assumiu uma cadeira na Câmara Municipal, e foi vice-presidente do Poder em 1979 e 80. Reelegeu-se em 1982 e foi presidente em 1985 e 86. Foi também presidente da União dos Vereadores do Amazonas (UVA) e Prefeito interino de Manaus nos anos de 1979 e 1985. 
Eleito deputado federal em 1986 participou da Assembleia Nacional Constituinte que concebeu a Constituição Cidadã de 1988. Vinte emendas, de sua autoria, foram aprovadas na Carta Magna. No curso do mandato migrou para o PTB e não disputou a reeleição em 1990 e afastou-se da política ao fim do mandato indo residir no Rio de Janeiro. 
Autor de Histórias  da Cidade de Manaus  publicada em 1987 e a Justiça dos Irmãos Cohen em 2014.
Filho de Aron Ypiranga Benevides e de Jayra Benevides. Residiu em Curitiba por dez anos (1985 a 1975) onde se formou em Direito na Pontifícia Universidade Católica do Paraná. De volta ao Amazonas foi advogado de vários sindicatos nas áreas trabalhistas e criminais e em 1976 foi candidato a vereador de Manaus. Em 1977 assumiu uma cadeira na Câmara Municipal, e foi vice-presidente do Poder em 1979 e 80. Reelegeu-se em 1982 e foi presidente em 1985 e 86. Foi também presidente da União dos Vereadores do Amazonas (UVA) e Prefeito interino de Manaus nos anos de 1979 e 1985. 
Eleito deputado federal em 1986 participou da Assembleia Nacional Constituinte que concebeu a Constituição Cidadã de 1988. Vinte emendas, de sua autoria, foram aprovadas na Carta Magna. No curso do mandato migrou para o PTB e não disputou a reeleição em 1990 e afastou-se da política ao fim do mandato indo residir no Rio de Janeiro. 
Autor de Histórias  da Cidade de Manaus  publicada em 1987 e a Justiça dos Irmãos Cohen em 2014.